# Busca un amor
Busca un amor, editado en 1969, es el álbum debut del grupo español de música pop Fórmula V. 

## Descripción
El grupo ya había editado varios sencillos cuando se publicó el álbum, que por deseo de la discográfica reunía algunos de los mayores éxitos cosechados por la banda hasta ese momento.

## Lista de canciones
- Busca un amor - 3:51
- Nunca imaginé - 2:21
- Tengo tu amor - 2:51
- Solo, sin ti - 3:06
- El campo alegre - 2:51
- Cuéntame - 2:51
- Vuelve a casa - 2:51
- Porque soy joven - 2:56
- Tu amor, mi amor, - 2:51
- Ayer y hoy - 3:01
- La playa, el sol, el mar, el cielo y tú - 2:26